# Base aérienne de Værnes
La base aérienne de Værnes (en norvégien: Værnes flystasjon) est une base aérienne de la force aérienne royale norvégienne située dans la municipalité de Stjørdal dans la région de Trøndelag, en Norvège. Elle est co-implantée avec l'aéroport de Trondheim Værnes, qui est détenu et exploité par Avinor. En tant que base aérienne, l'aérodrome est principalement utilisé pour le Marine Corps Preposition Program Norway, qui implique les forces armées américaines stationnant du matériel à Værnes et sur d'autres installations dans la région de Trondheim au centre de la Norvège. Les installations militaires de Værnes peuvent accueillir jusqu'à six avions de la taille d'un C-5 Galaxy, et les casernes peuvent accueillir 1 200 soldats. Elle abrite également la Garde Nationale, qui y possède son centre de formation, et le siège du district de Trøndelag (HV-12). Auparavant, l'école de pilotage de l'armée de l'air était située à Værnes.

## Installations

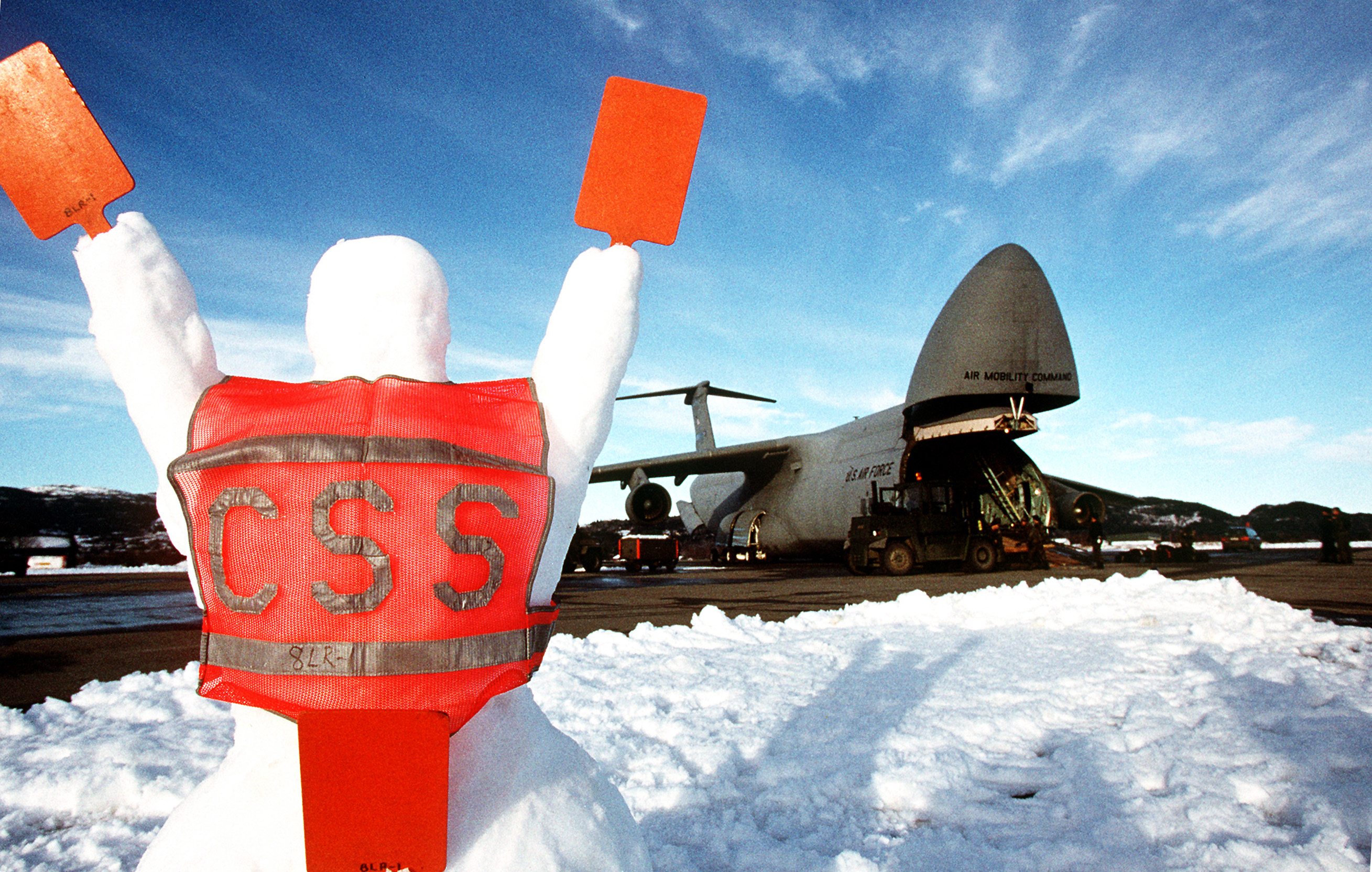
Un C-5 Galaxy de l'United States Air Force en plein déchargement sur la base aérienne de Værnes

La base aérienne de Værnes est l'une des deux bases aériennes du centre de la Norvège, l'autre étant celle d'Ørland. Aucun avion n'est stationné en permanence à Værnes, mais la base accueille la Garde Nationale, qui y possède son centre de formation, ainsi que le siège du district de Trøndelag (HV-12). La plupart des installations militaires sont situées du côté nord de la piste, bien que certaines soient également situées du côté sud, à l'est du terminal civil. Værnes sert également de base de stockage pour les forces armées américaines dans le cadre du Marine Corps Prepositioning Program-Norway. L'armée est propriétaire des pistes et des voies de circulation, mais celles-ci sont exploitées par Avinor. Trois à quatre cents avions militaires sont traités par la base aérienne chaque année. Les installations militaires peuvent accueillir jusqu'à six avions de la taille d'un Galaxy C-5, et les casernes peuvent accueillir 1 200 soldats. La Ring Road relie les installations du nord au sud et passe devant la piste principale du côté est.
La piste principale mesure 2 759 mètres de long et est orientée est-ouest (27/09), mesure 45 mètres de large. La piste est équipée d'un système d'atterrissage aux instruments de catégorie 1. Le radar principal, un combiné primaire et secondaire, est placé à Vennafjell, à 17 kilomètres au sud de l'aéroport. D'autres radars sont situés à Kopparen, Tronfjell et Gråkallen. La voie de circulation est parallèle à la piste principale, elle mesure 23 mètres de large. La distance centrale entre la piste et la voie de circulation est de 184 mètres, permettant une utilisation simultanée par des avions de classe E (comme un Boeing 747). Værnes a une capacité théorique de 40 mouvements d'air par heure, avec une capacité enregistrée de 25.
L'aéroport a également une piste diagonale nord-ouest – sud-est (14/32). Elle mesure 1 035 mètres de long, avec une section d'extrémité de 293 mètres côté 14 et de 126 mètres côté 32. La piste est fermée à la circulation, en partie à cause de la mauvaise qualité de l'asphalte.

## Historique

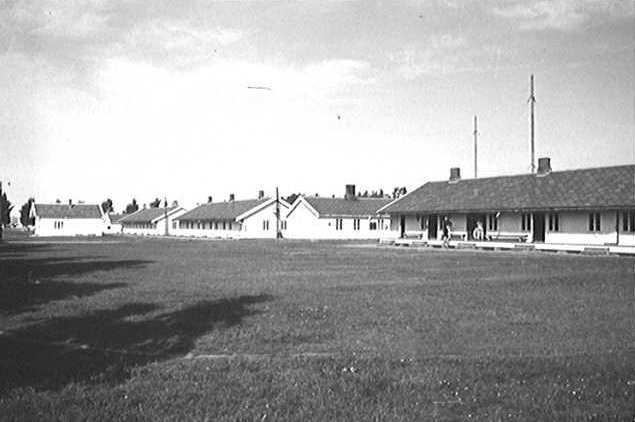
Værnes en 1936

Værnes est d'abord enregistré au Xe siècle comme le siège de l'un des huit chefs de Trøndelag. La première activité militaire dans la région fut lorsque le site servit de base au leidang. Après l'ère viking, la ferme de Værnes est reprise par le roi et devient le siège du vogt. À partir de 1671, la ferme appartient à une série d'officiers militaires et de fonctionnaires. En 1887, la ferme est achetée par l'armée royale norvégienne et convertie en camp. Le premier avion à utiliser Værnes est un Farman MF.7 Longhorn militaire, qui décolle le 26 mars 1914, il fait partie du projet de création du Norwegian Army Air Service, pour lequel Værnes fut choisi comme base initiale pour la Norvège centrale. Des équipements radio sont installés en 1919 et le premier hangar est construit en 1920. En 1922, le terrain en herbe servant de piste devient insuffisant pour les avions plus récents, à la fois en termes de longueur et de niveau, mais il n'est modifié qu'en 1925. En 1927, le Parlement adopte une législation pour déplacer la division à Rinnleiret à partir de 1930, décision annulée par la suite. Avec la livraison des avions Fokker en 1930, la piste est de nouveau améliorée et prolongée.

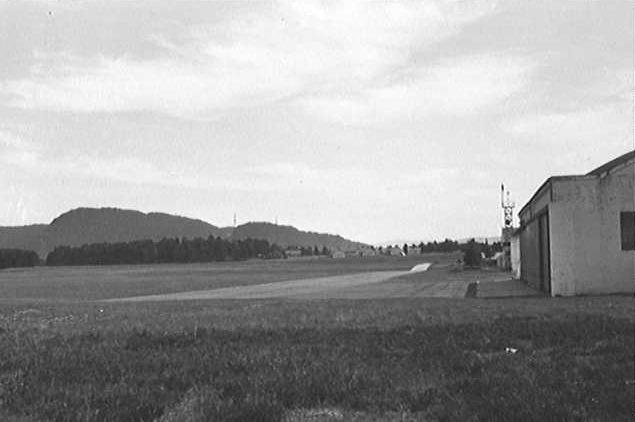
Værnes en 1936

Værnes passe aux mains de la Luftwaffe le 9 avril 1940, pendant l'occupation allemande de la Norvège. Le 24 avril, 350 civils commencent des constructions à Værnes et, en quelques jours, 2 000 personnes sont embauchées. Le 28 avril, une nouvelle piste en bois de 800 mètres est achevée. L'expansion fait partie des plans du Festung Norwegen, le site est alors utilisé comme base de bombardiers pour les attaques contre le nord de la Norvège, et en mai, 200 avions sont stationnés à Værnes. Pendant la guerre, notamment en avril 1940, l'aéroport a fait l'objet de plusieurs bombardements de la Royal Air Force. En juin, des travaux sont entrepris pour défricher les forêts près de l'aéroport et des tombes de l'époque viking sont alors trouvées. La construction est interrompue pendant plusieurs semaines pendant que des archéologues allemands et norvégiens effectuent des recherches. En juillet, les travaux de construction de pistes en béton commencent et, en 1942, les trois pistes sont terminées. L'est – ouest fait alors 1 620 mètre de long, la nord – sud fait 1 300 mètres, tandis que la nord-ouest – sud-est fait 1 275 mètres de long. Un certain nombre de voies de circulation sont également construits. Un embranchement du chemin de fer est aussi construit jusqu'aux hangars. En 1945, la Luftwaffe possède alors une centaine de bâtiments à Værnes. Le terrain exproprié est estimé entre 1,6 et 3 kilomètres carrés. Les Allemands possèdent également une tour de contrôle dont la construction commença en 1940.

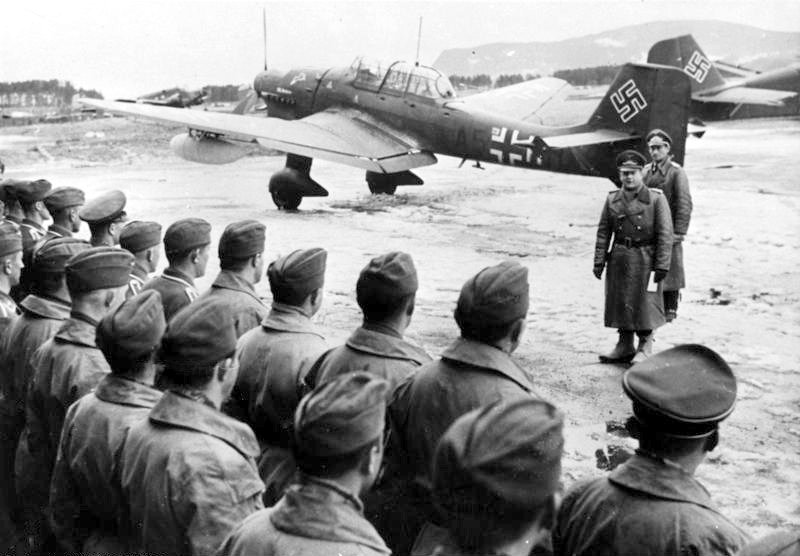
Erhard Milch visite les troupes de la Luftwaffe le 23 avril 1940

Après la fin de la guerre, l'aéroport est initialement repris par la Royal Air Force, mais ils se retirent rapidement, laissant l'armée norvégienne aux commandes. Après la guerre, l'ancien S.O.E et plus tard le 138 Squadron de la RAF sont affectés au sein de la 130e Escadre de Vaernes entre le 27 août 1945 et le 7 octobre 1945. De nombreux escadrons, dont le 332 (en), le 331 (en) et le 337, sont stationnés à Værnes dans les années d'après-guerre. En 1952, l'école de pilotage est déplacée à Værnes, mais en 1954, la base aérienne d'Ørland devient la principale base des forces aériennes du centre de la Norvège, et la majorité des forces aériennes armées (à l'exception de l'école) déménagent à Ørland.
Après la Seconde Guerre mondiale, seul l'aviation générale utilise Værnes. Du 1er août 1946 au 31 juillet 1947, 1 221 décollages de Værnes ont lieu, principalement pendant l'été. Pendant certaines périodes de 1946 et 1947, l'aéroport est utilisé comme pâturage pour les moutons. Le premier service régulier est introduit avec un Douglas DC-3 opéré à Oslo par DNL au cours de l'hiver 1947-1948. Bien qu'il y ait de nombreux clients au départ, le manque de dégivrage suffisant entraîne une faible régularité et une baisse du nombre de clients tout au long de la saison. L'itinéraire n'est pas rouvert l'année suivante.
Le contrôle du trafic aérien à Værnes est créé en 1946, après que l'armée de l'air ait envoyé du personnel au Royaume-Uni pour une formation. L'Administration des télécommunications prend alors la responsabilité des installations radioélectriques, et l'Institut météorologique norvégien prend quant à lui la responsabilité des services météorologiques. Le centre de contrôle du trafic aérien de Trondheim est également créé pour surveiller tout l'espace aérien au-dessus du centre de la Norvège. En 1955, un dôme de verre est construit sur la tour de contrôle, offrant une bien meilleure vue de l'aérodrome.
Avant la Seconde Guerre mondiale, Heimdal au sud de Trondheim est proposé comme emplacement pour l'aéroport principal de Trondheim. La construction commence alors par le drainage et les travaux au sol, mais ces travaux sont interrompus par la guerre. En raison des investissements importants réalisés à Værnes par la Luftwaffe, une commission est créée en 1947 pour déterminer si Værnes ou Lade doit être choisi. La commission est unanime et recommande Værnes, soulignant que l'aéroport est d'une taille suffisante pour répondre à tous les besoins civils et militaires dans un avenir prévisible, et souligne la proximité de la voie ferrée et de l'autoroute. Cependant, la commission recommande que Heimdal et Lade soient conservés comme possibilités d'expansion future. Lorsque la question est discutée au Parlement, plusieurs membres de la Commission permanente des transports et des communications (en) se plaignent de la longue distance à Trondheim, mais les faibles besoins d'investissement (prévus à 1,3 million NOK pour les investissements nécessaires en matière de navigation et de contrôle aérien) convainquent le Parlement, qui vote la législation en faveur de Værnes le 10 juin 1952.
En 1956, l'OTAN approuve les plans pour Værnes à financer par le biais de son plan d'investissement dans les infrastructures, après avoir rejeté les propositions pour Heimdal. Les coûts sont estimés à 27,4 millions de couronnes norvégiennes et permettent d’étendre la piste pour soutenir les avions à réaction. Une telle extension avait déjà été effectuée à Ørland, mais l'OTAN veut disposer de deux bases aériennes militaires de ces dimensions dans le centre de la Norvège. La piste est – ouest doit être prolongée jusqu'à 2 400 mètres; les premières propositions ont demandé que l'extension se fasse du côté est, mais le ministère de la Défense voulait plutôt une extension du côté du fjord pour réduire les coûts d'expropriation. Cela nécessite un programme complexe de génie civil, car la voie ferrée et l'autoroute doivent passer sous la piste dans des tunnels et une île artificielle doit être construite dans le fjord.
En 1957, le Parlement lance un nouveau processus pour considérer Heimdal comme l'aéroport principal, en partie parce que les compagnies aériennes et l'Administration de l'aviation civile ont déclaré qu'elles estimaient que Værnes était insuffisant. Cependant, des coûts plus élevés - en raison des mauvaises conditions du sol et des infrastructures existantes à Værnes, évaluées à 150 millions de NOK - amènent le Parlement à soutenir Værnes. La construction commence en janvier 1959, les travaux sont sous-traités à Selmer. La péninsule artificielle est d'abord construite, puis le delta de la rivière Stjørdal est déplacé, avant la construction d'un tunnel pour l'autoroute et le chemin de fer. Enfin, la piste est construite sur le dessus, et la construction se termine le 21 octobre 1961. En 1963, l'aéroport compte 115 000 passagers, puis 195 000 l'année suivante. Cette année-là, SAS commence à utiliser l'avion à réaction Sud Aviation Caravelle pour ses liaisons.

## Aéroport civil
L'aéroport de Trondheim Værnes est un aéroport international qui partage les pistes, les voies de circulation, le contrôle aérien et d'autres fonctions conjointes avec la base aérienne de Værnes. Il est exploité par la société d'État Avinor. En 2009, l'aéroport comptait 3 424 965 passagers et 54 686 mouvements aériens, ce qui en fait le quatrième aéroport le plus fréquenté du pays. L'aéroport a deux terminaux; le A date de 1994 et est utilisé pour le trafic intérieur, tandis que le B est l'ancien terminal principal rénové de 1982 et est utilisé pour le trafic international. L'aéroport dispose d'une gare intégrée et d'un hôtel d'aéroport.
Les principales compagnies aériennes de l'aéroport sont Scandinavian Airlines (SAS), Norwegian Air Shuttle et Widerøe, toutes ayant Værnes comme ville de concentration. La liaison principale est le service vers Oslo, exploité par SAS et Norwegian, qui est la dixième liaison la plus fréquentée d'Europe. Les deux compagnies aériennes exploitent des services à l'aide de Boeing 737 vers Bergen, Bodø et Tromsø; SAS a quelques services nationaux supplémentaires tandis que Norwegian a un certain nombre de services internationaux à basse fréquence. Widerøe exploite des avions régionaux Dash 8 dans six aéroports de l'Helgeland, en plus de son hub à Sandefjord et de celui de SAS à Copenhague. Des services internationaux quotidiens vers Amsterdam sont fournis par KLM, et vers Östersund et Stockholm par Nextjet; Icelandair commença à desservir son hub de Reykjavík à partir de juin 2010. L'aéroport propose également des services d'affrètement, principalement vers la Méditerranée.